# 磊々峡

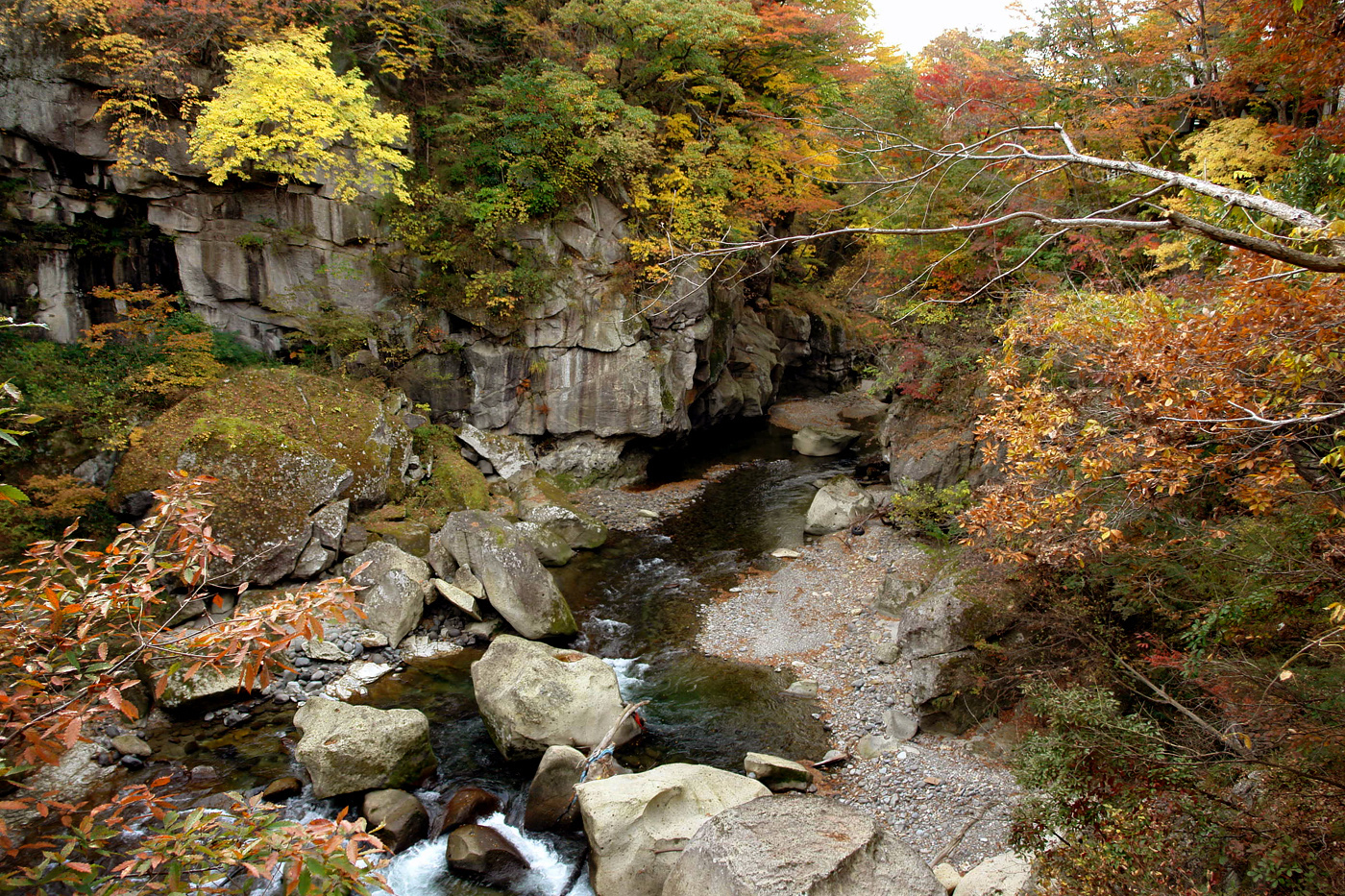
磊々峡（2008年11月）

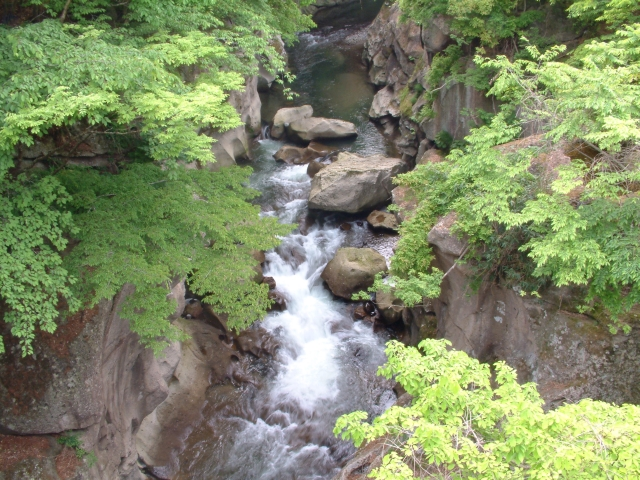
磊々峡（2006年8月）

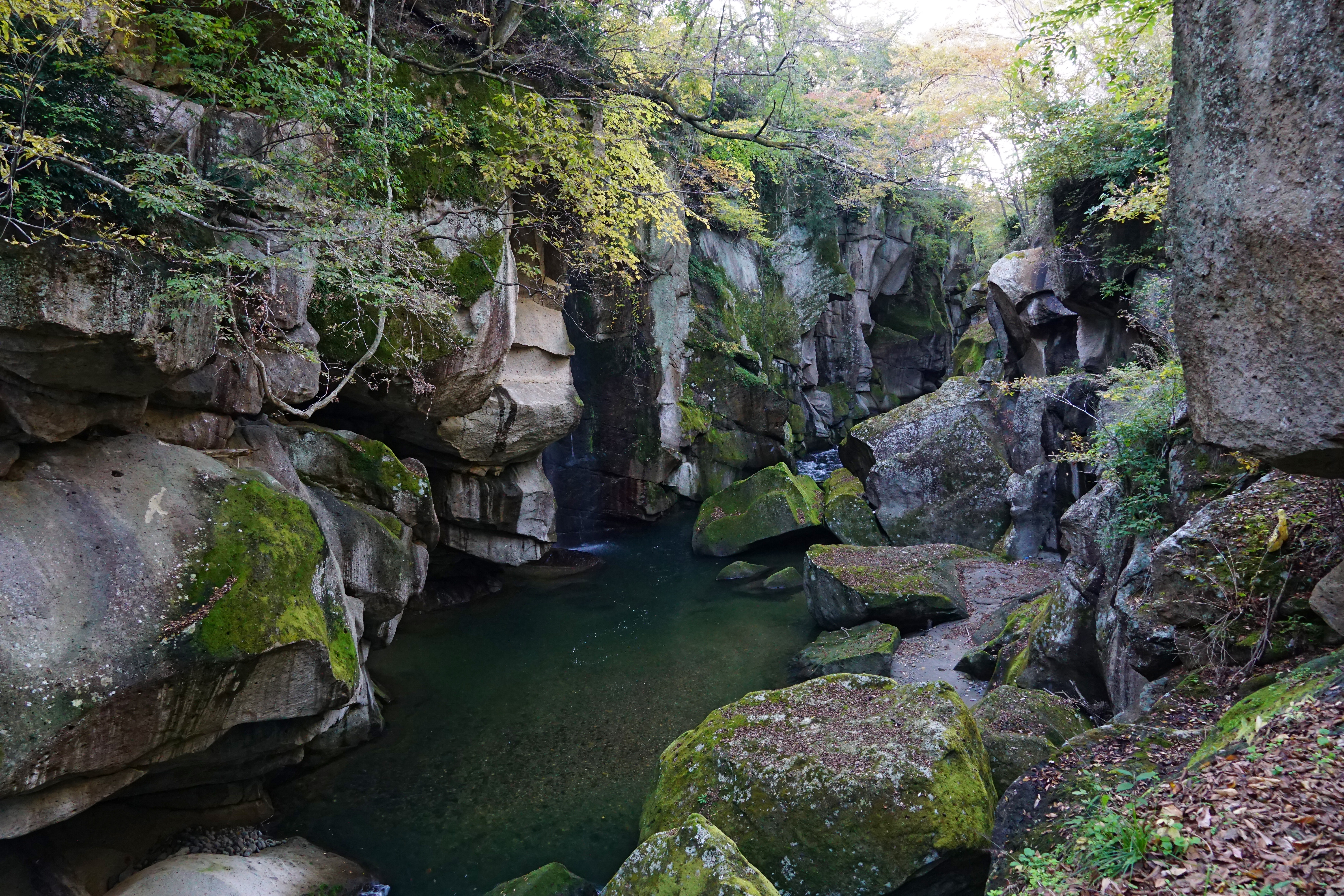
正面に八間巌（2021年10月）

磊々峡（らいらいきょう）は、宮城県仙台市太白区を流れる名取川が秋保石の大地を侵食して作った奇岩が並ぶ峡谷のこと。秋保温泉地区にある。

## 概要
両岸の秋保石を浸食しながら流れる水が、急流となったり深い淵となったり、変化に富んだ峡谷の風景を楽しめる。磊々峡の名は、1931年（昭和6年）夏目漱石の門人でドイツ文学者の小宮豊隆が名付けた。覗橋の上下約1km。
秋保温泉入り口の交差点（覗橋）から下流に650mの散歩道が整備されている。散歩道を歩くと奇面巌（きめんいわ）、八間巌（はちけんいわ）、時雨滝（しぐれたき）、天斧岩（てんおのいわ）など、見れば思わず納得してしまう名前が付けられた岩場や滝があり、それらを探して歩くのも楽しみの一つ。散歩道の中ほどにはベンチや東屋もある。雨上がりなどには足元が滑りやすくなり危険ではあるが、水量が増して流れが激しい、雄々しい磊々峡を楽しむこともできる。
遊歩道に入るには、秋保・里センターに車をとめ、川沿いの散歩道から秋保温泉入り口の交差点にかかる「のぞき橋」脇から入るのが便利。

## 交通
- バス
  - 仙台駅西口バスプール8番ポールから秋保温泉行きのバスで約45分。「のぞき橋」（北側入口）または「磊々峡」（南側入口）バス停下車。
- 自動車：
  - 東北自動車道・仙台南ICより、国道286号、県道62号仙台山寺線、県道131号秋保温泉線で8.2km。
- 秋保・里センター駐車場（無料）
  - 大型車3台、普通車25台
  - 臨時駐車場が設置される場合あり。